# SABRE (ロケットエンジン)

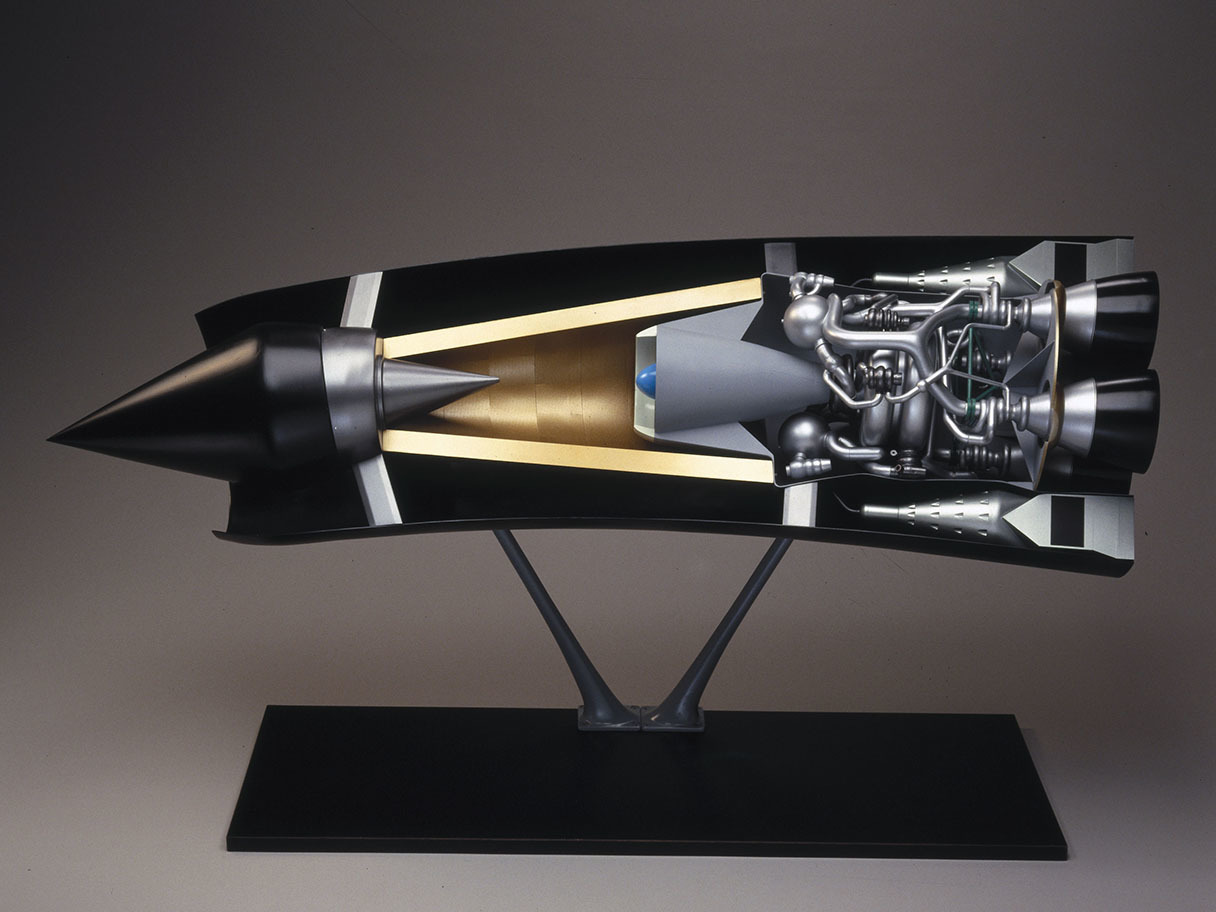
SABREの断面模型

SABRE (Synergistic Air-Breathing Rocket Engine) は、イギリスのリアクション・エンジンズ (REL) によって開発されていた極超音速複合予冷空気呼吸ロケットエンジンである。 エンジンは一段で軌道に到達するようスカイロンのために設計された。SABREは、Alan Bondによる一連の設計空気液化サイクルエンジン (LACE) やHOTOL計画のために1980年代初頭または半ばに始まったLACE設計を発展させたものである。 エンジン技術の革命的な特徴は、マッハ5.5までの速度で吸気を0.01秒で1000℃から-150℃まで冷却する能力である。

## 概要
RB545のように、SABREは従来のロケットエンジンでもジェットエンジンでもないが、低速/低高度では大気中の空気を使用し、より高い高度では貯蔵された液体酸素 (LOX) を使用する。SABREエンジンは、流入する空気を-150℃に冷却することができ、水素と混合するための酸素を供給し、大気中を飛行中に高速噴流を供給することができる熱交換器を備える。宇宙に到達すると貯蔵された液体酸素に切り替える。
エンジンの前面では、1つの円錐形の軸 - 軸並進衝撃が2つの衝撃反射を使用して亜音速の速度で空気を減速させ、その後、空気の一部は中央コアの予冷器を通過し、残りは直接ラムジェットのバイパスリングを通過する。予冷装置の背後にあるSABREコアは、空気を圧縮し、それを高圧複合サイクルロケットエンジンの4つの燃焼室に供給する、ブレイトンサイクルの同じヘリウムガスループの作動するターボ圧縮機を使用する。ターボポンプを使用して、酸素も燃焼装置に供給される。
2011年には、液体酸素と空気を吸い込むハイブリッドロケットエンジンにとって重要な熱交換器技術 (SABER) のハードウェア試験が完了し、この技術が実行可能であることが実証された。試験でエンジンが低高度運転と高性能運転に十分な酸素を大気から得るのに必要な熱交換器の性能が実行可能であることが確認された。
しかしその後スカイロンが打ち上げられることはなく、リアクション・エンジンズ社は2024年10月末に経営破綻した。